# Переулок Семашко (Ростов-на-Дону)
Проспект Сема́шко — проспект в Ростове-на-Дону с 76 известными зданиями, рядом с улицей Красноармейская и переулками Соборный и Газетный.

## История
Ростов-на-Дону выделялся среди других российских городов тем, что его строительство велось не хаотично, а по заранее разработанному плану. В числе первых появились переулки Соборный, Казанский (ныне Газетный) и Николаевский (теперь это проспект Семашко).
Для жителей Солдатской слободы переулок Николаевский был одним из основных спусков к Дону. Николаевский переулок спускается к реке, пешая дорога к Дону.
В 1850 году часть проспекта обрела каменную мостовую, а в 1864 году — керосиновые фонари, которые в 1870 году поменяли на газовые. Проспект заканчивался городским Безымянным кладбищем, в настоящее время он выходит на улицу Мечникова.
На фасаде здания по адресу: проспект Семашко, 25 установлена мемориальная доска в память о ветеране Великой Отечественной войны, защитнике обороны Севастополя, ростовском поэте и журналисте — Хрущеве Владимире Ивановиче.
В ноябре 2020 года на административном здании ГУФСИН по Ростовской области открыли мемориальную доску ветерану уголовно-исполнительной системы, участнику Великой Отечественной войны — Олегу Ивановичу Чернову.

Памятные доски
О. И. Чернову
В. И. Хрущёву

## Фотогалерея

Здания на (Николаевском переулке) проспект Семашко
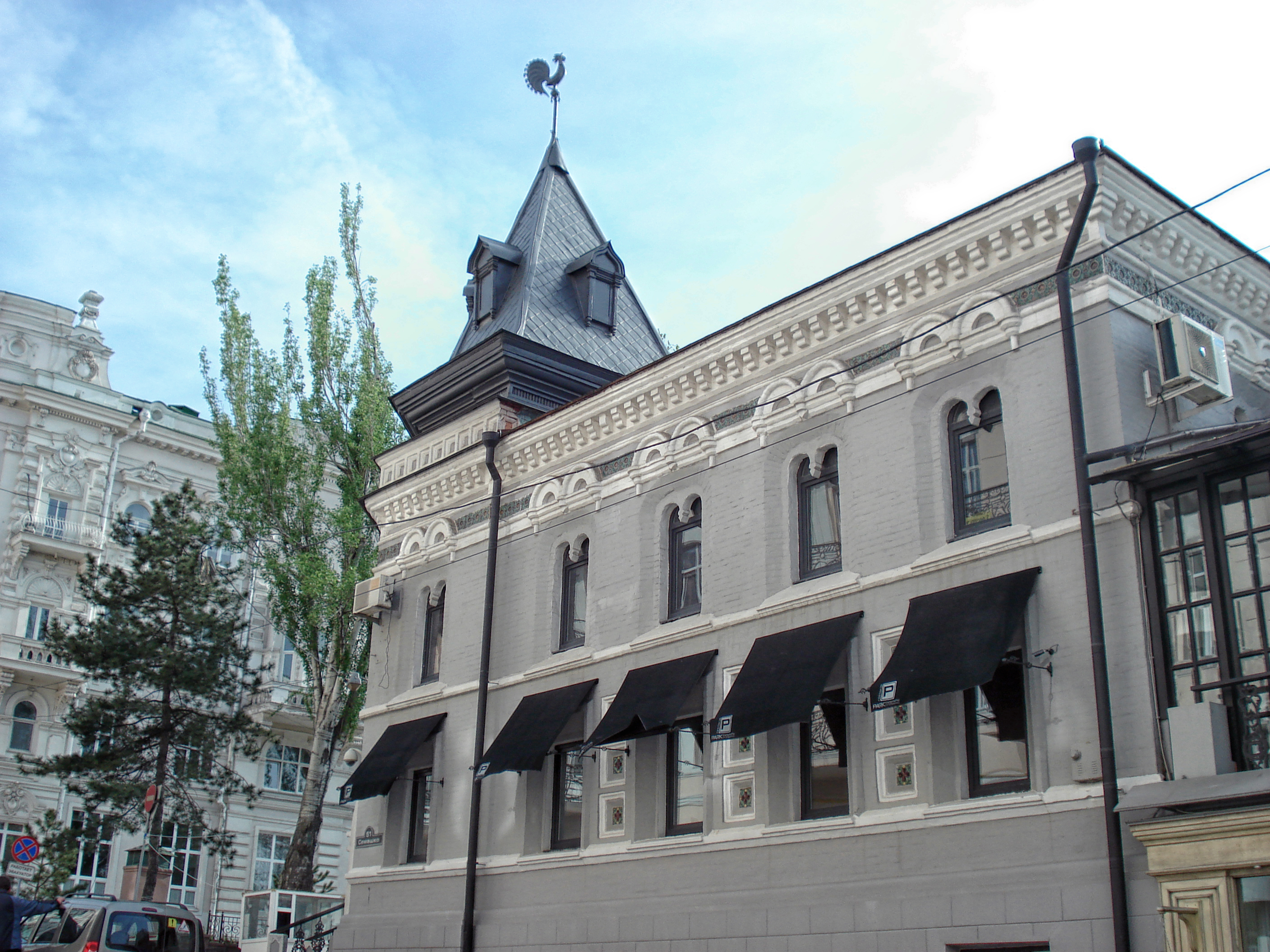
Здание школы домоводства и кулинарии: Думский проезд, 1 / проспект Семашко, 51  Объект культурного наследия № 6100023000№ 6100023000
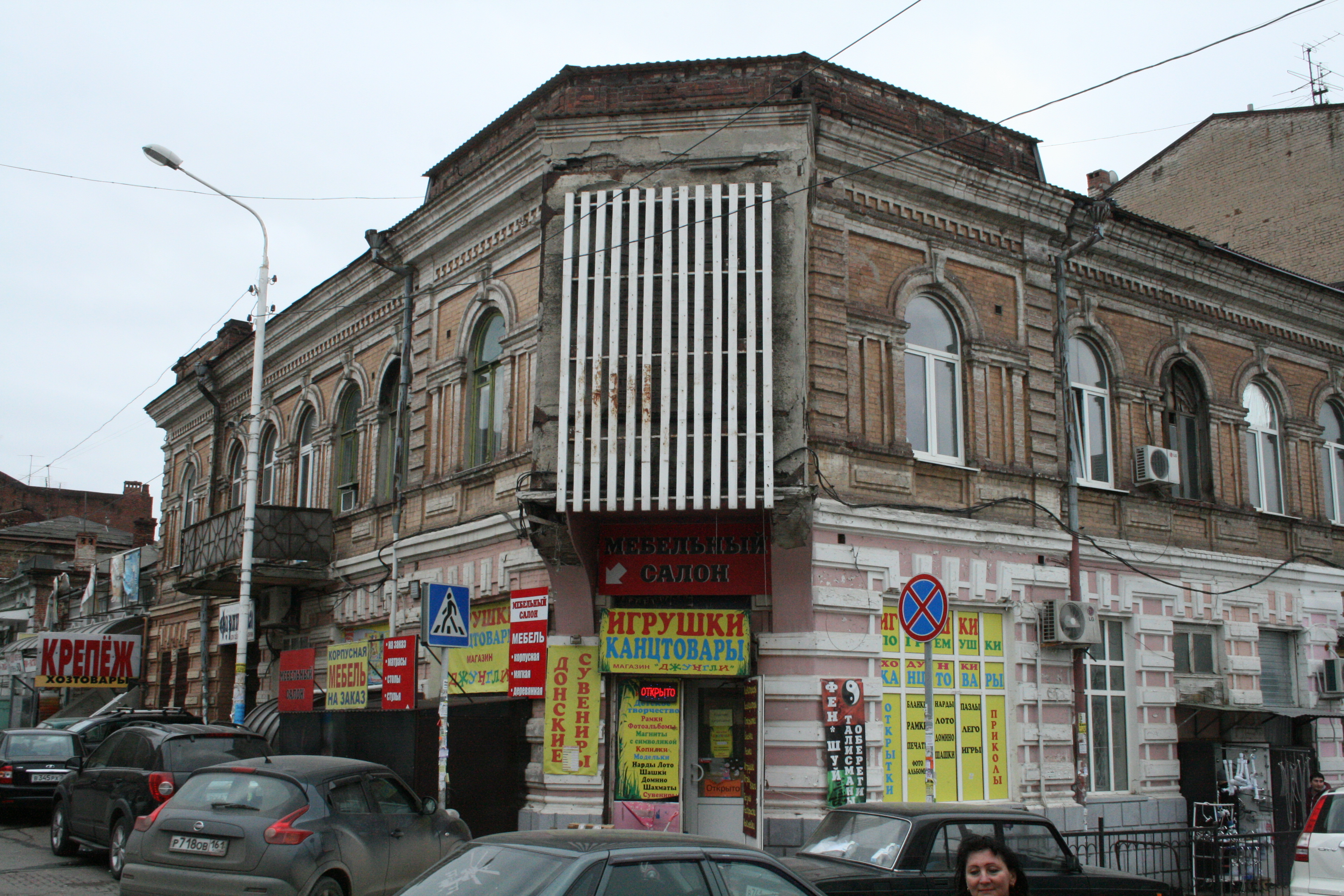
Дходный дом Ф. И. Мыльцына Обороны улица, 48/18, Семашко проспект)  Объект культурного наследия № 6100000345№ 6100000345
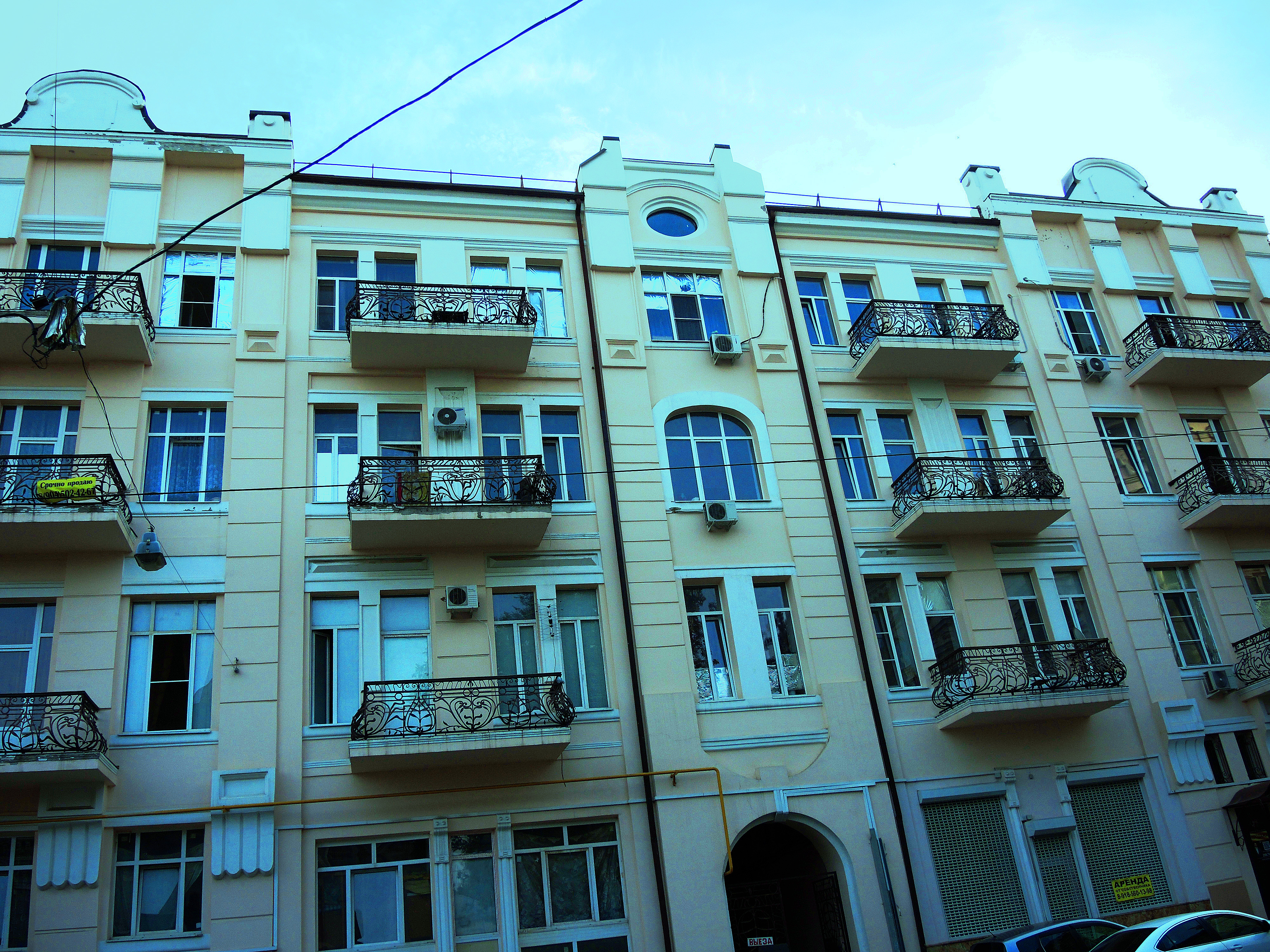
Доходный дом Х.А. Феофани, нач. XX в.: проспект Семашко, 46
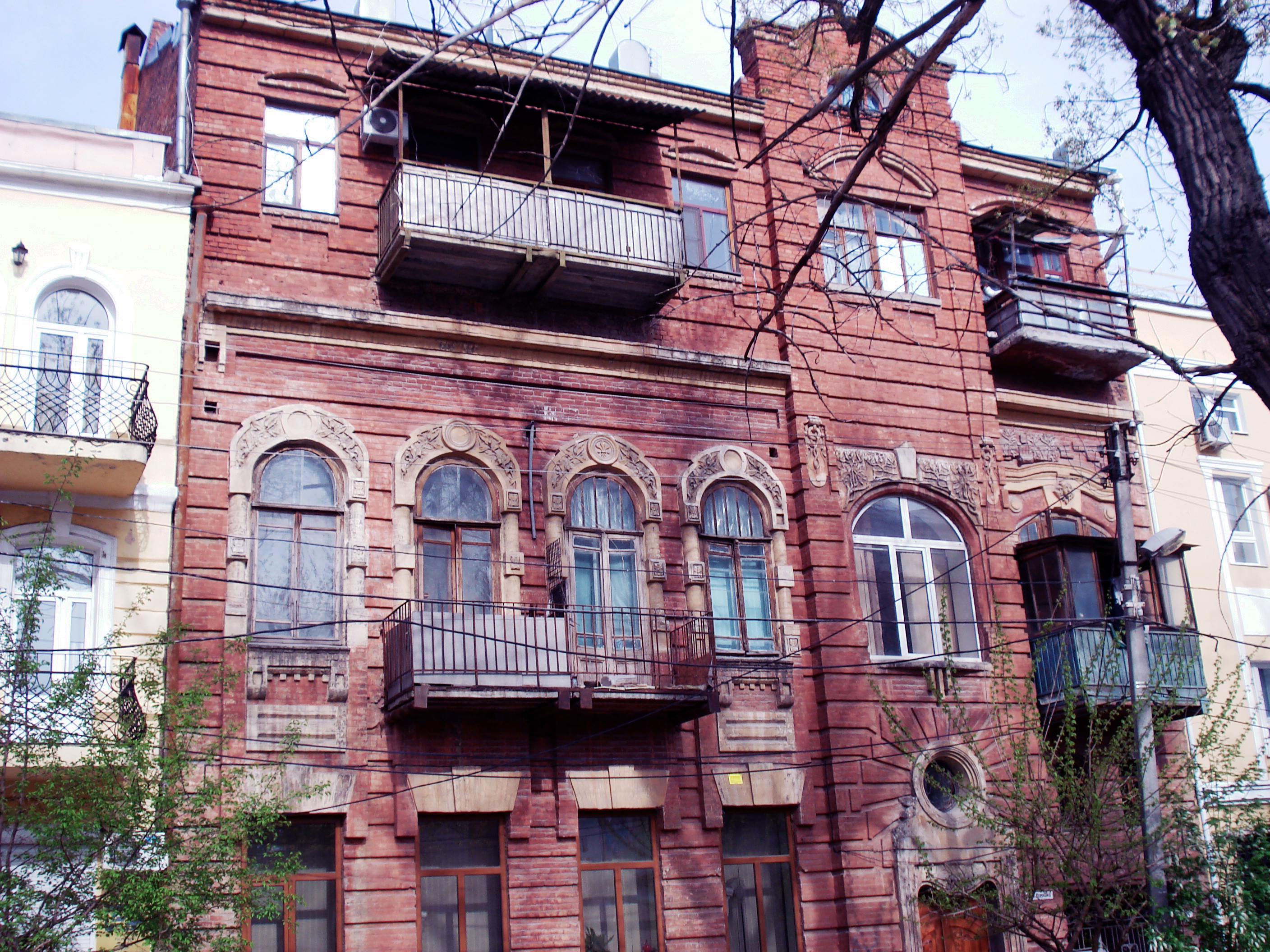
Доходный дом М.П. Горева, нач. XX в.: проспект Семашко, 74
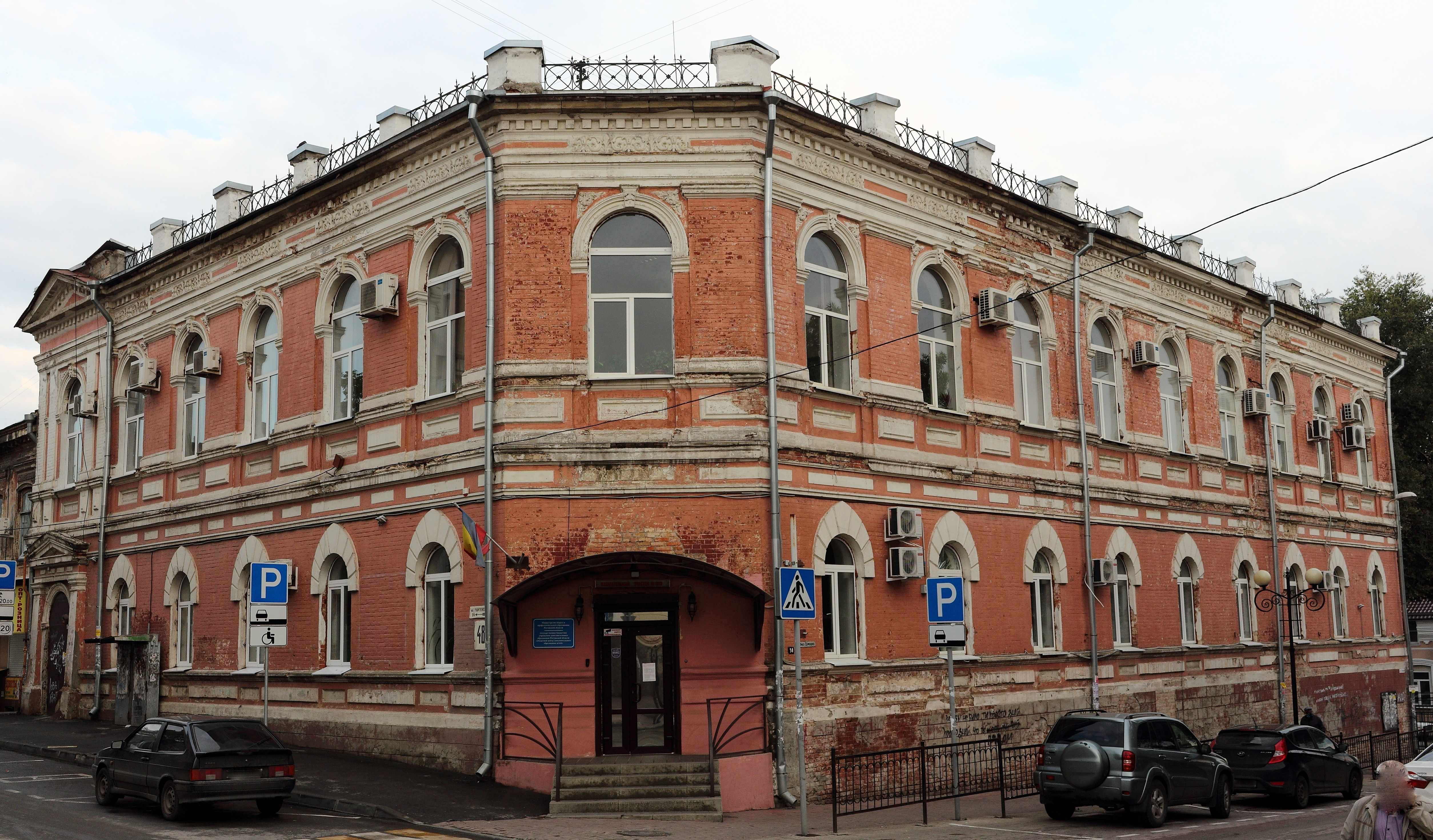
Здание Ростовского окружного земства: улица Тургеневская, 48/12-14, проспект Семашко/29, улица Баумана